# 나인테크
주식회사 나인테크(영어: Naintec)는 대한민국의 2차 전지, 디스플레이 장비 기업이다. 본사는 경기도 평택시 진위면 마산6로 6에 위치해 있다.

## 사업
기존 장비 대비 2배 높은 생산력을 가진 건식 전극 공정용 파일럿 장비를 개발하였다 2023년 상반기 기준으로 매출 비중이 2차 전지 라미네이션 장비 54%, 2차 전지 스태킹 장비 25%, 디스플레이 제조 장비 10%, 군수용 리튬 이온 2차 전지 장비 7%, 기타 4%로 나타났다.
2025년 팬아웃 패널 레벨 패키징(FO-PLP) 및 유리 기판용 장비 생산을 위한 기술 개발과 테스트를 완료했다